# Gerhard Geidel
Gerhard Geidel (* 9. Juni 1925 in Beelitz; † 24. Januar 2011) war ein deutscher Marinemaler und Illustrator.

## Leben und Werk
Der Autodidakt Gerhard Geidel aus Kleinmachnow zählte zu den wichtigen deutschen Marinemalern des 20. Jahrhunderts. Er malte Schiffe und Boote aller Typen und Zeiten. Beliebt sind auch seine Potsdam- und Berlin-Gemälde, oft historische Ansichten.
Die Bilder Geidels finden sich in vielen Museen und privaten Sammlungen im In- und Ausland. 1982 hat er im Rathaus von Potsdam ausgestellt und nach 1990 mehrfach auf der art maritim. 1993 erschien der Bildband „Der Marinemaler Gerhard Geidel“; 2005/2006 war eine Ausstellung seines Werks auf dem Hamburger Museumsschiff Rickmer Rickmers zu sehen.